# Museu Nacional de Ciências Naturais (Madrid)
O Museo Nacional de Ciencias Naturales (em português:  Museu Nacional de Ciências Naturais) é um museu nacional de história em Espanha. Está localizado no Palacio de Exposiciones de las Artes e Industrias, no centro de Madrid, junto ao Paseo de la Castellana. Ele é gerenciado pelo Conselho Superior de Investigações Científicas.

## História
O Museu foi criado em 1772 por Carlos III da Espanha como o Gabinete Real de Historia Natural, mudando de nome várias vezes até sua denominação atual. O museu passou por dificuldades econômicas em 1824 e 1825. O museu hospedou originalmente uma coleção doada por um comerciante espanhol, Pedro Franco Dávila. Em 1867, algumas instalações foram separadas para criar outros museus (Arqueologia, Jardim Botânico, Jardim Zoológico). Durante a Guerra Civil Espanhola, grande parte das coleções mais valiosas do museu foram transferidas para o Banco da Espanha e alguns membros da direção do museu, foram recrutados para a guerra. Mesmo com estas condições adversas o museu continuou em operação. Em 1987, o museu foi reestruturado e ampliado com fundos de dois museus menores.

## Coleções
O museu apresenta mais de 6 milhões de exemplares em 19 coleções, das quais os componentes mais relevantes são:
- Um megatério trazido da Argentina em 1789;
- Um diplodoco doado por Andrew Carnegie a Afonso XIII em 1913.[4]

Os principais departamentos de pesquisa do museu são a biodiversidade, vulcanologia, geologia, biologia evolutiva, ecologia evolutiva, paleobiologia, paleogeologia, biogeoquímica e ecologia microbiana.

## Imagens

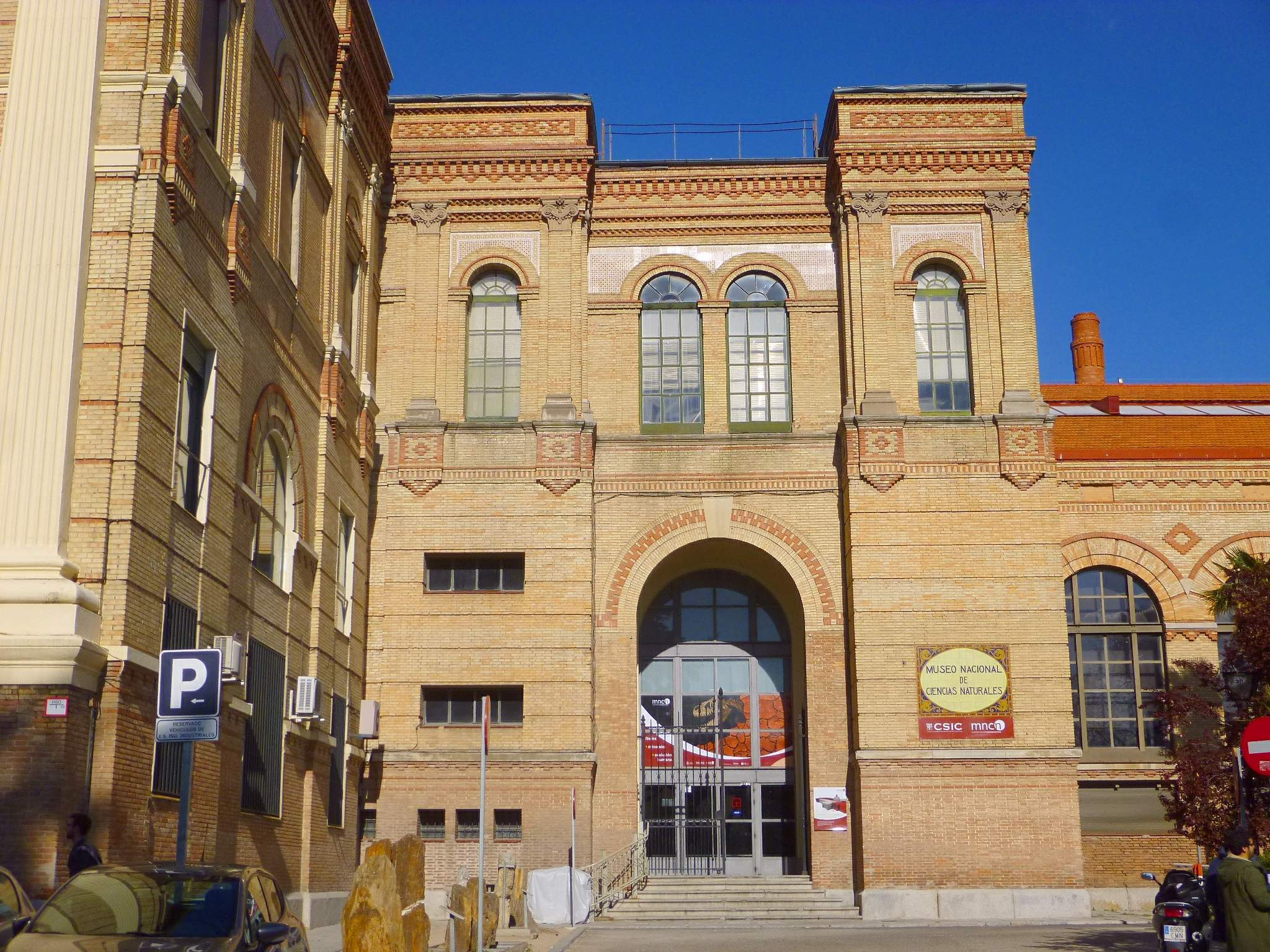
Entrada do museu
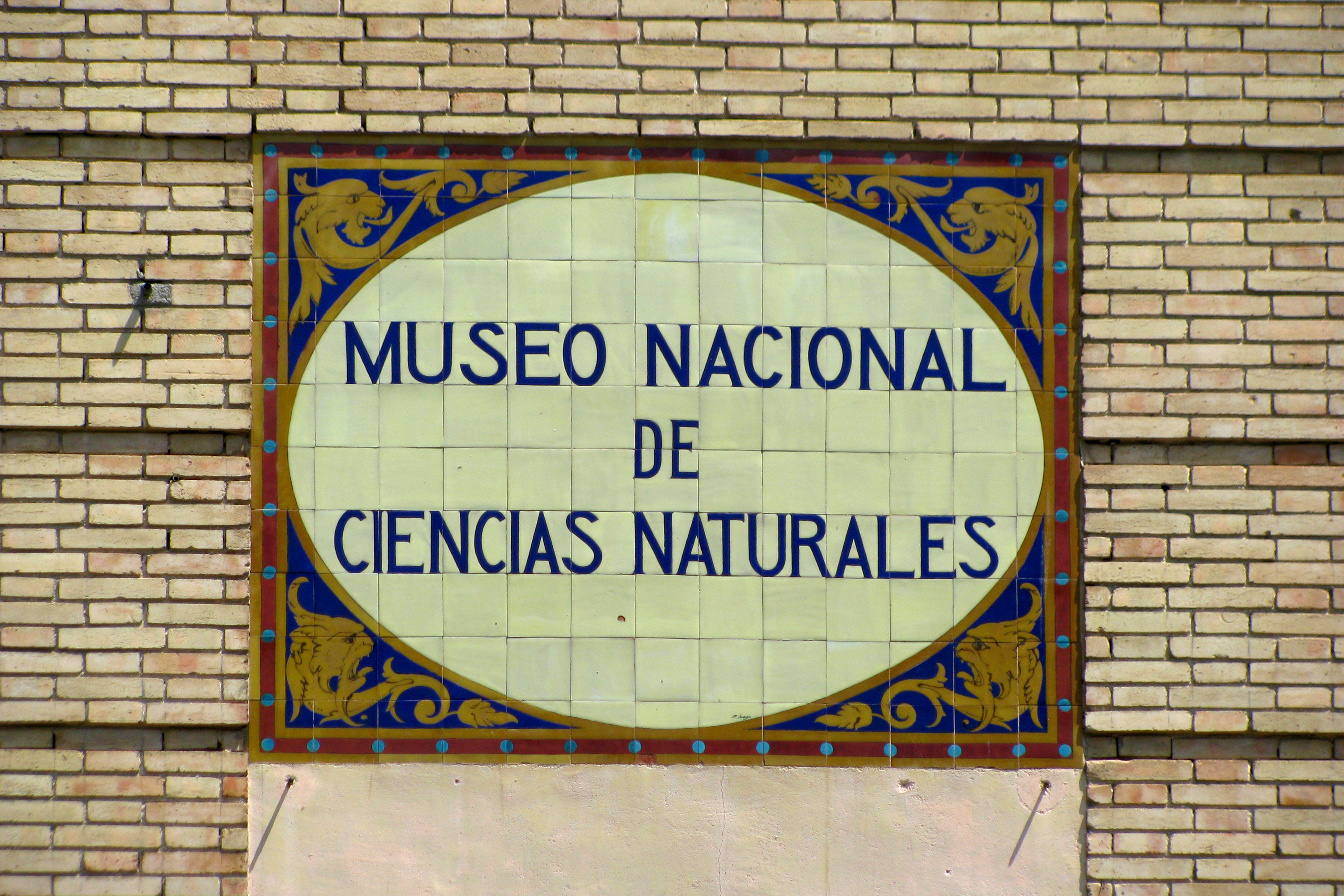
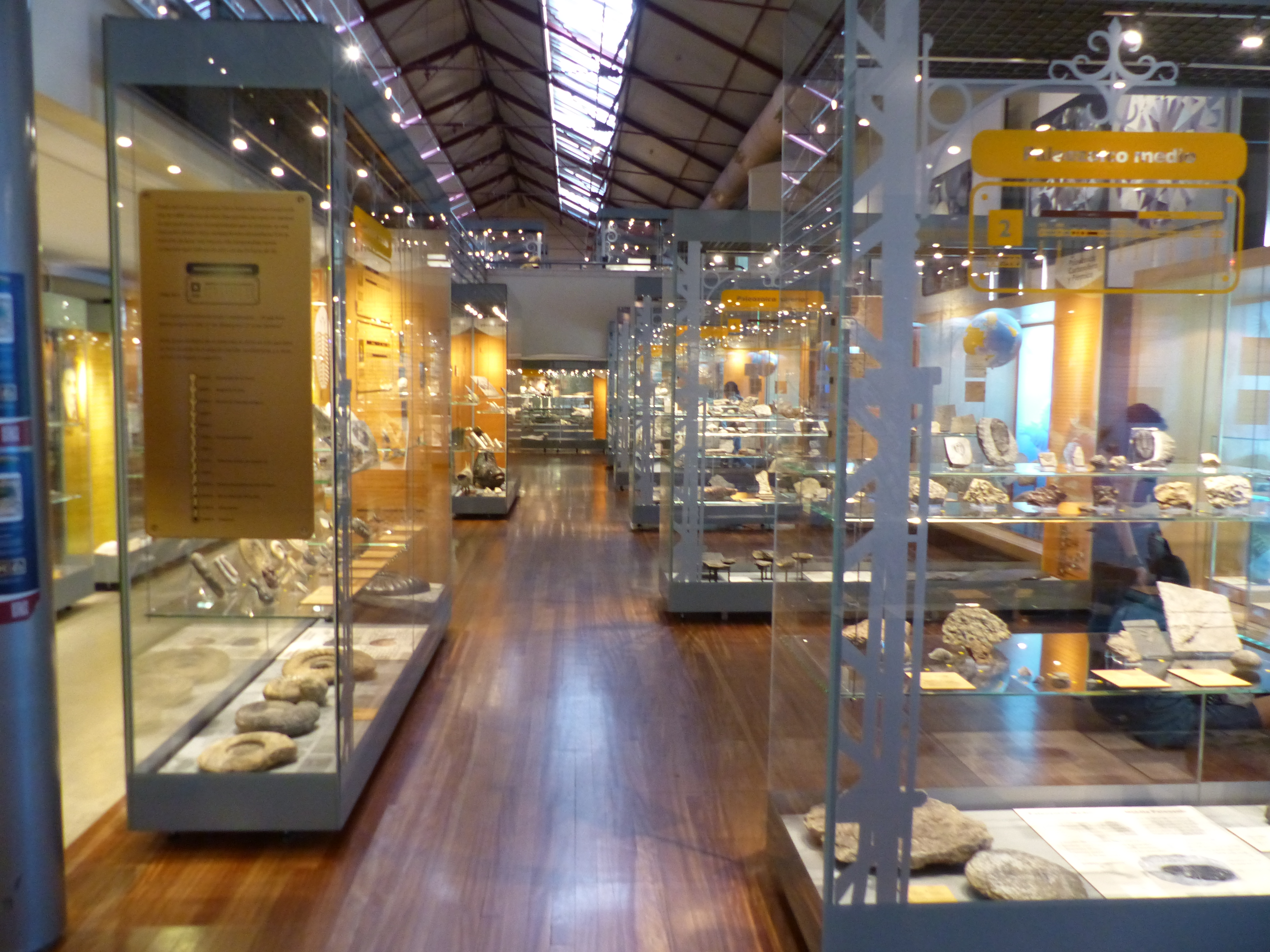
Interior do museu
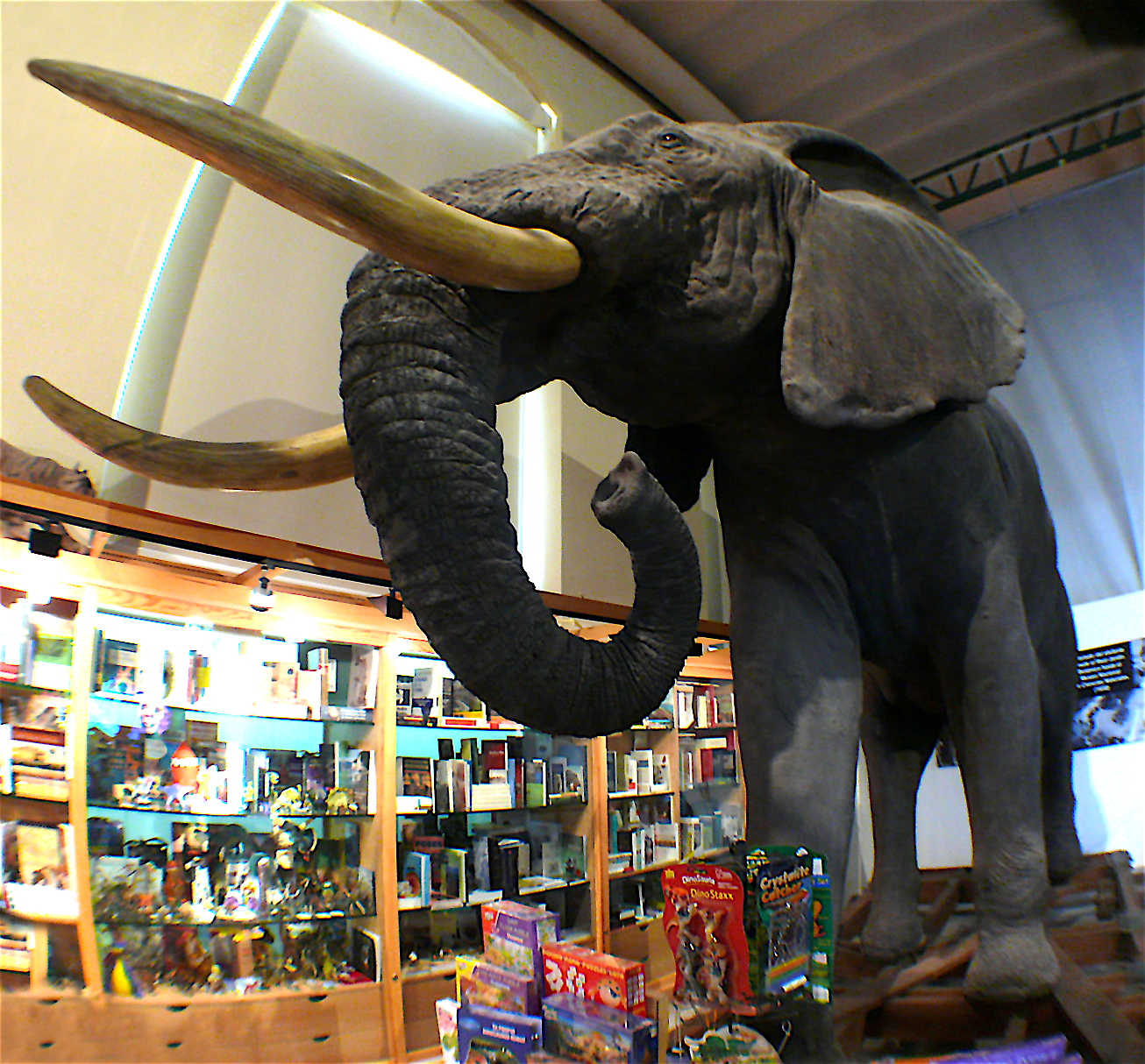
Elefante africano dececado
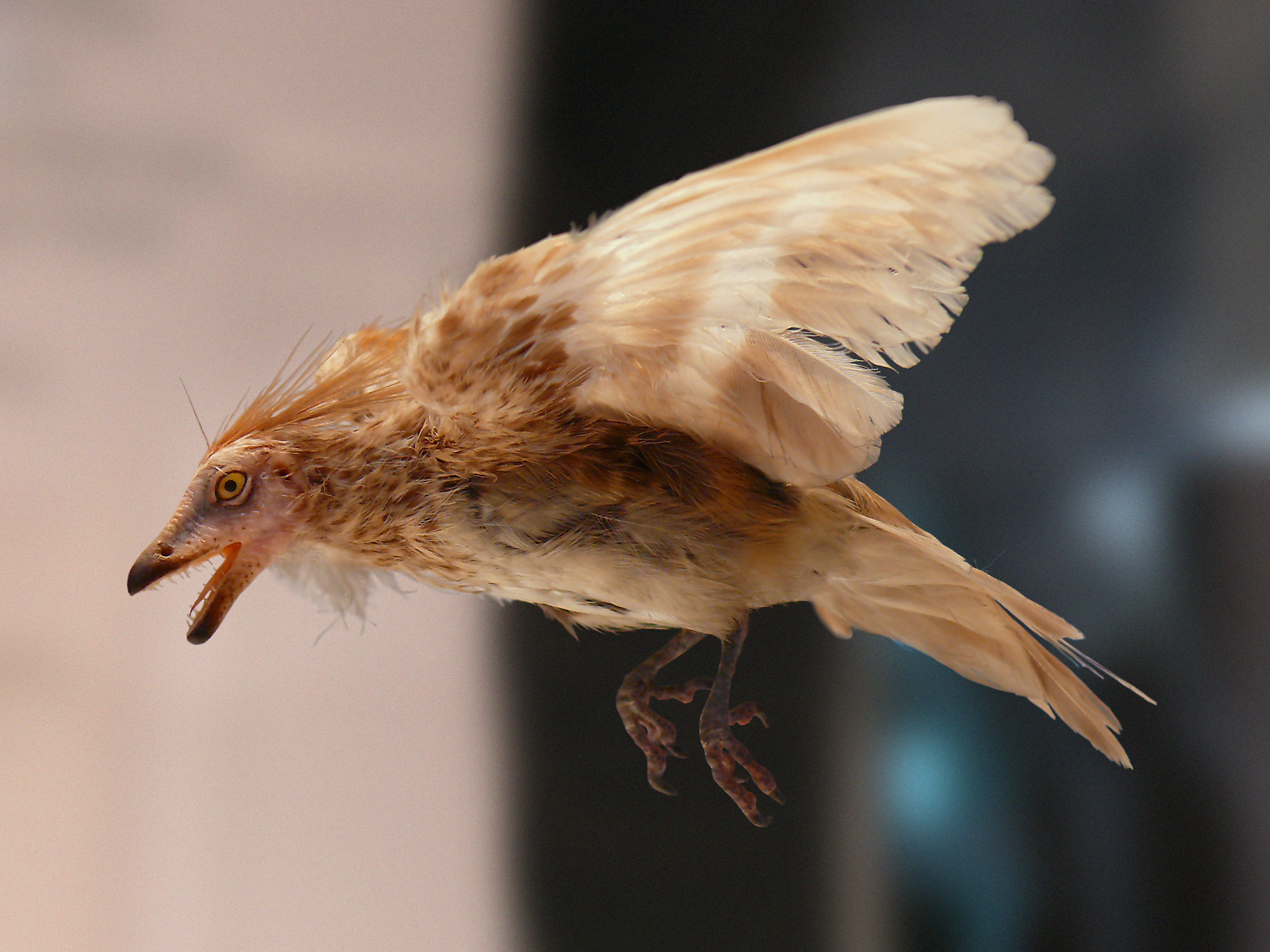
Diorama de um Iberomesornis
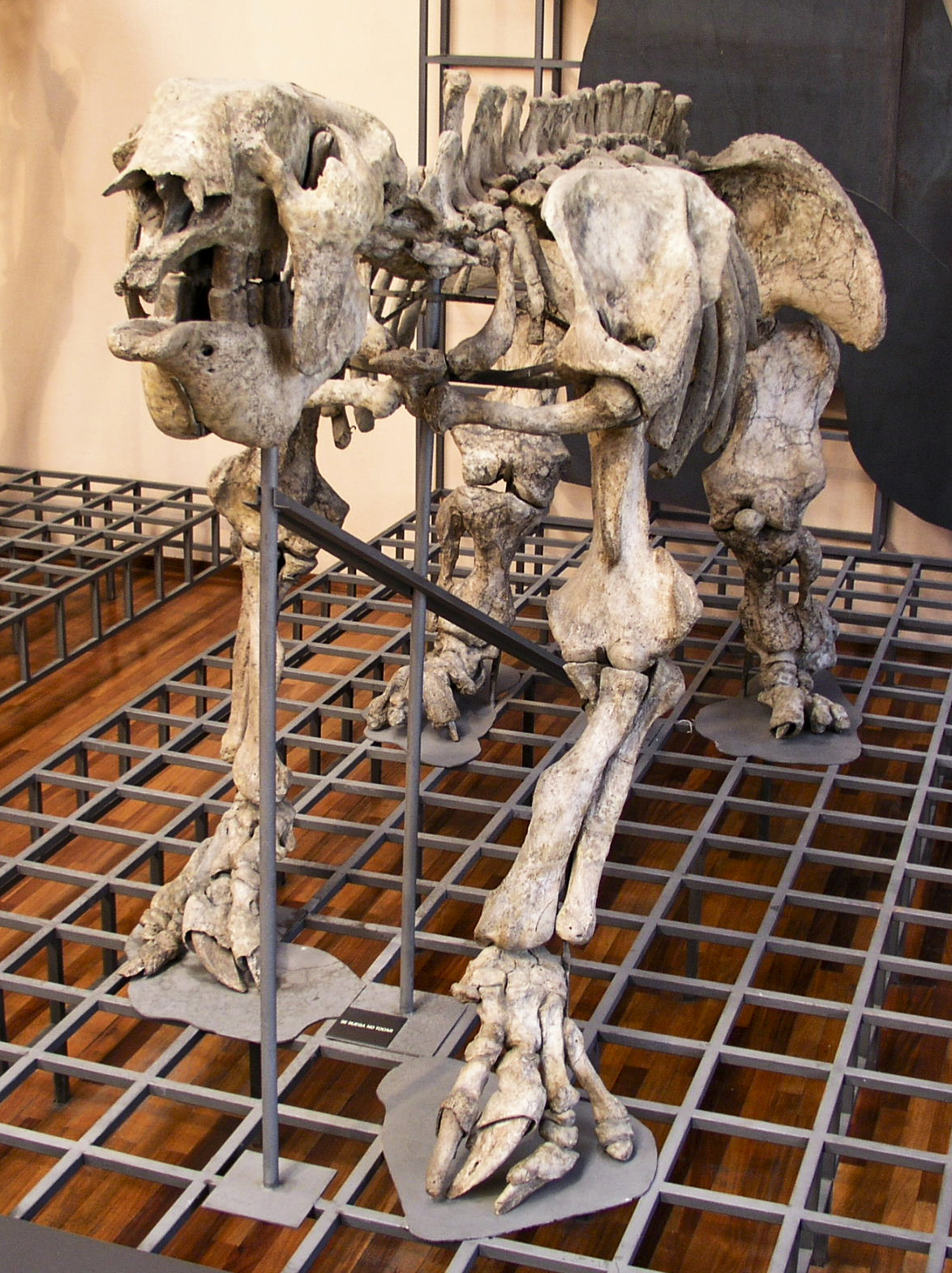
Esqueleto de um Megatério
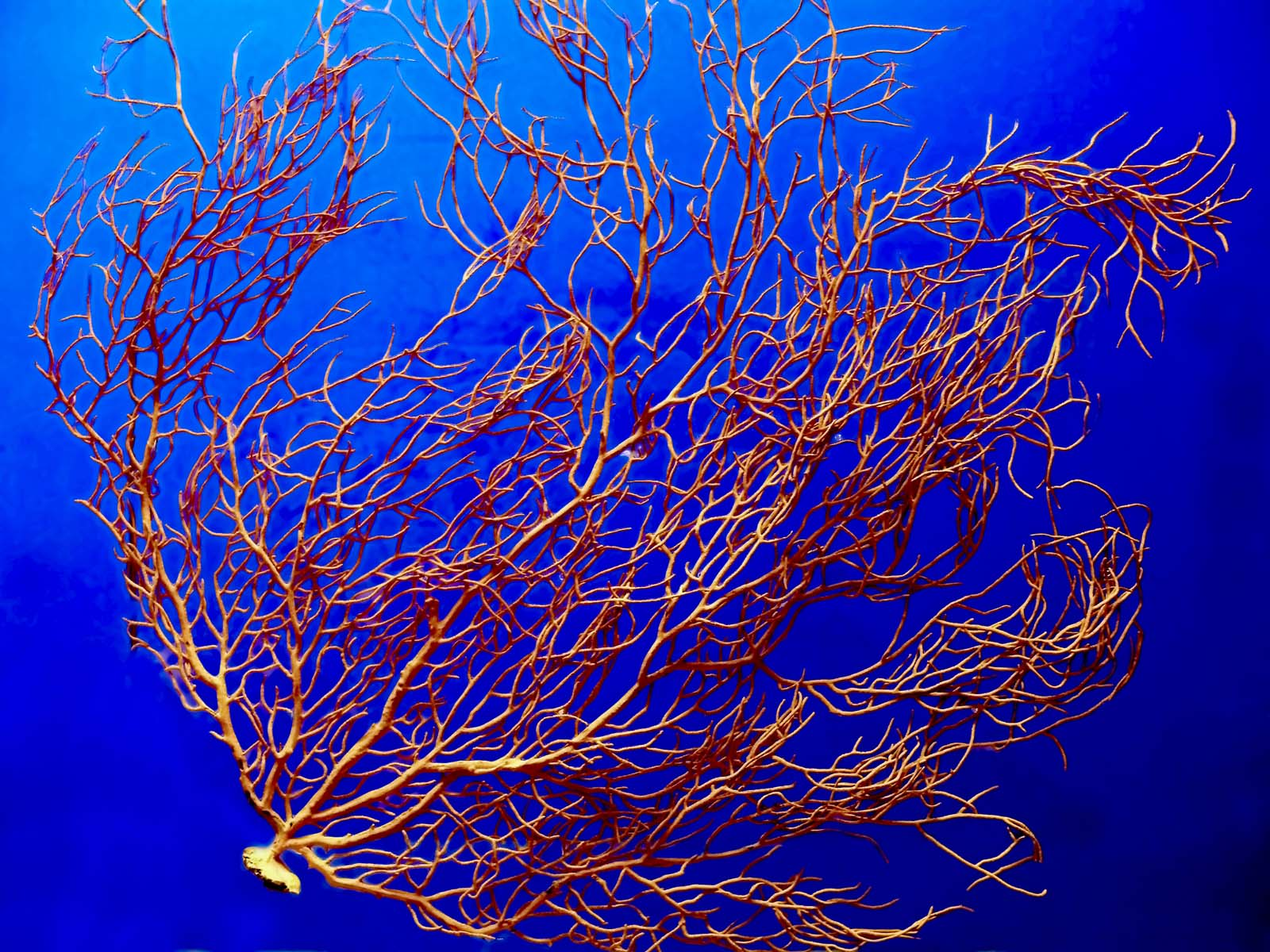
Um octocoral
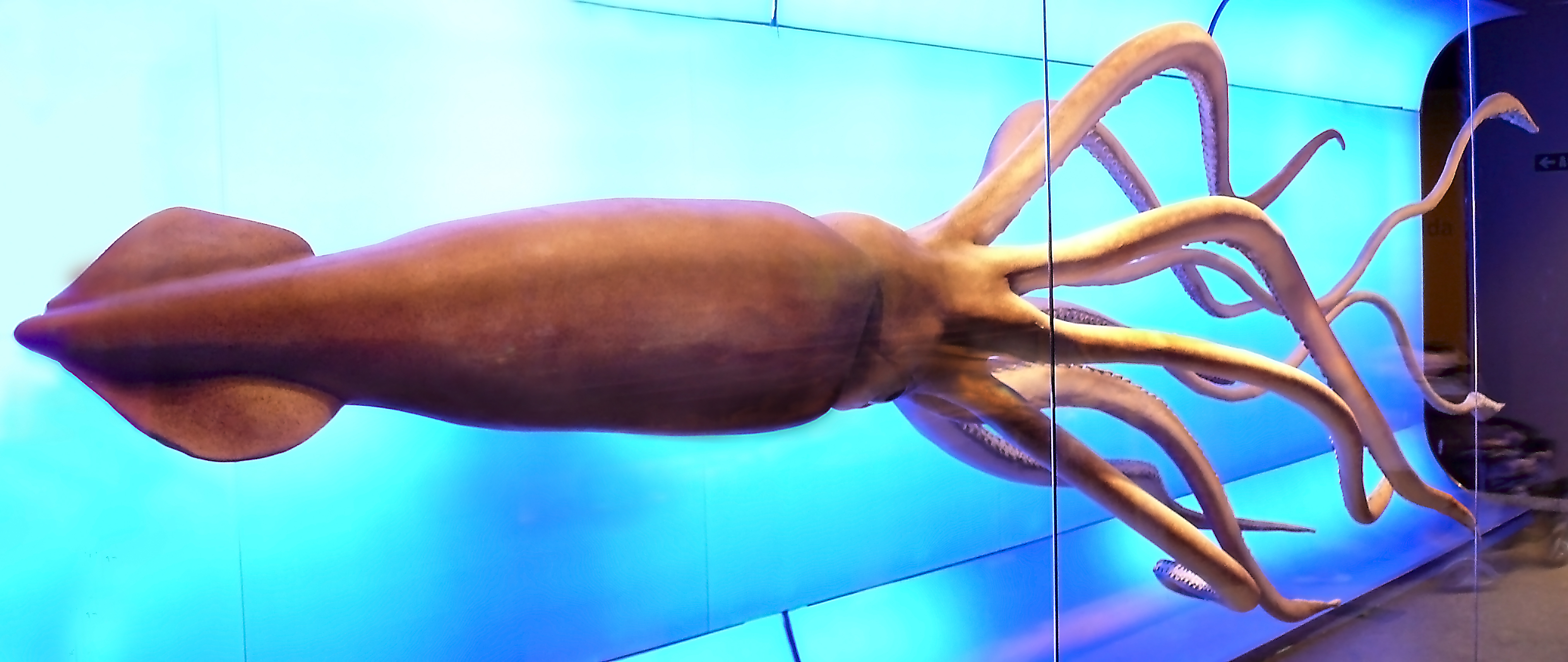
Diorama de uma lula gigante
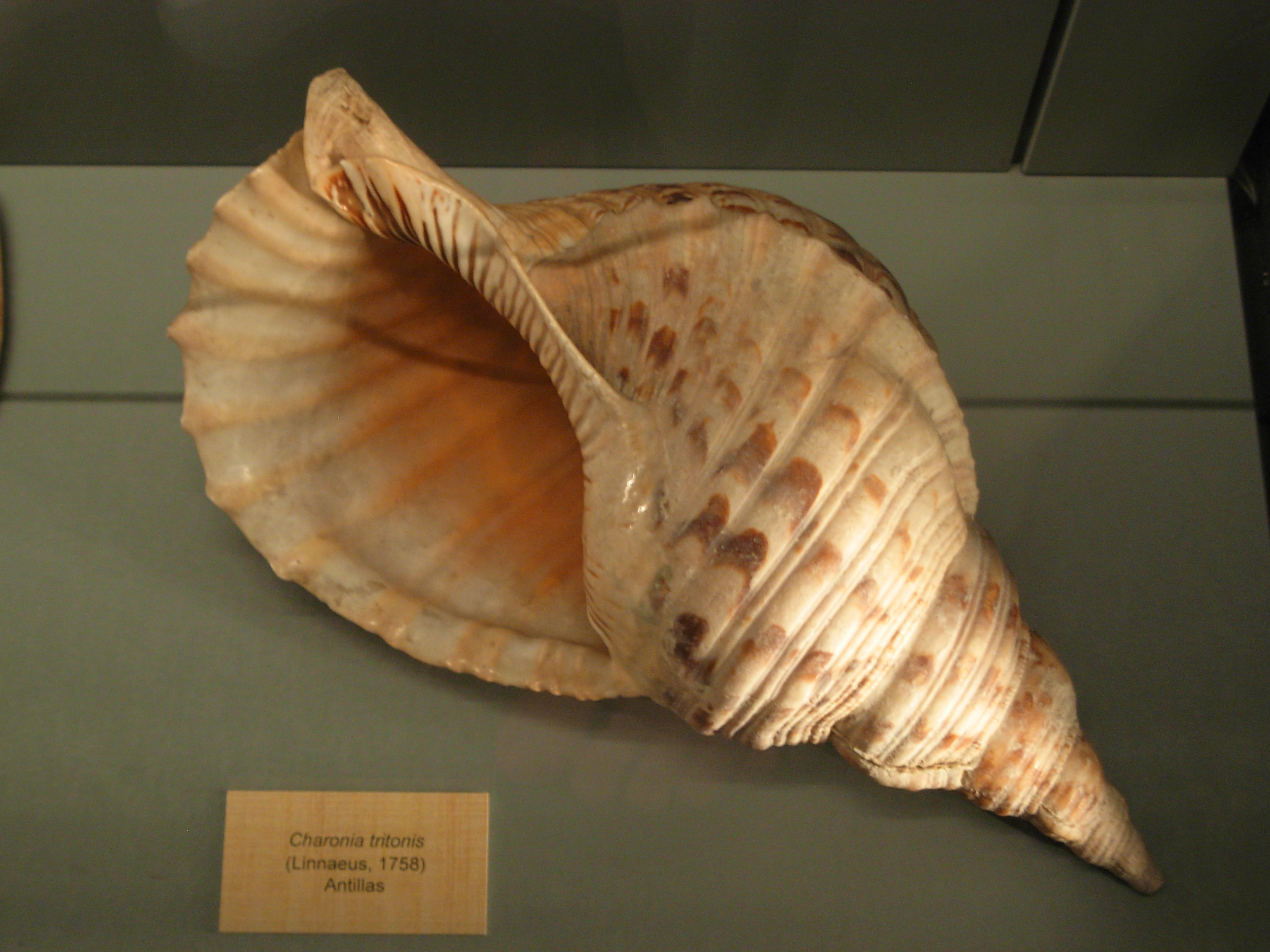
Charonia tritonis
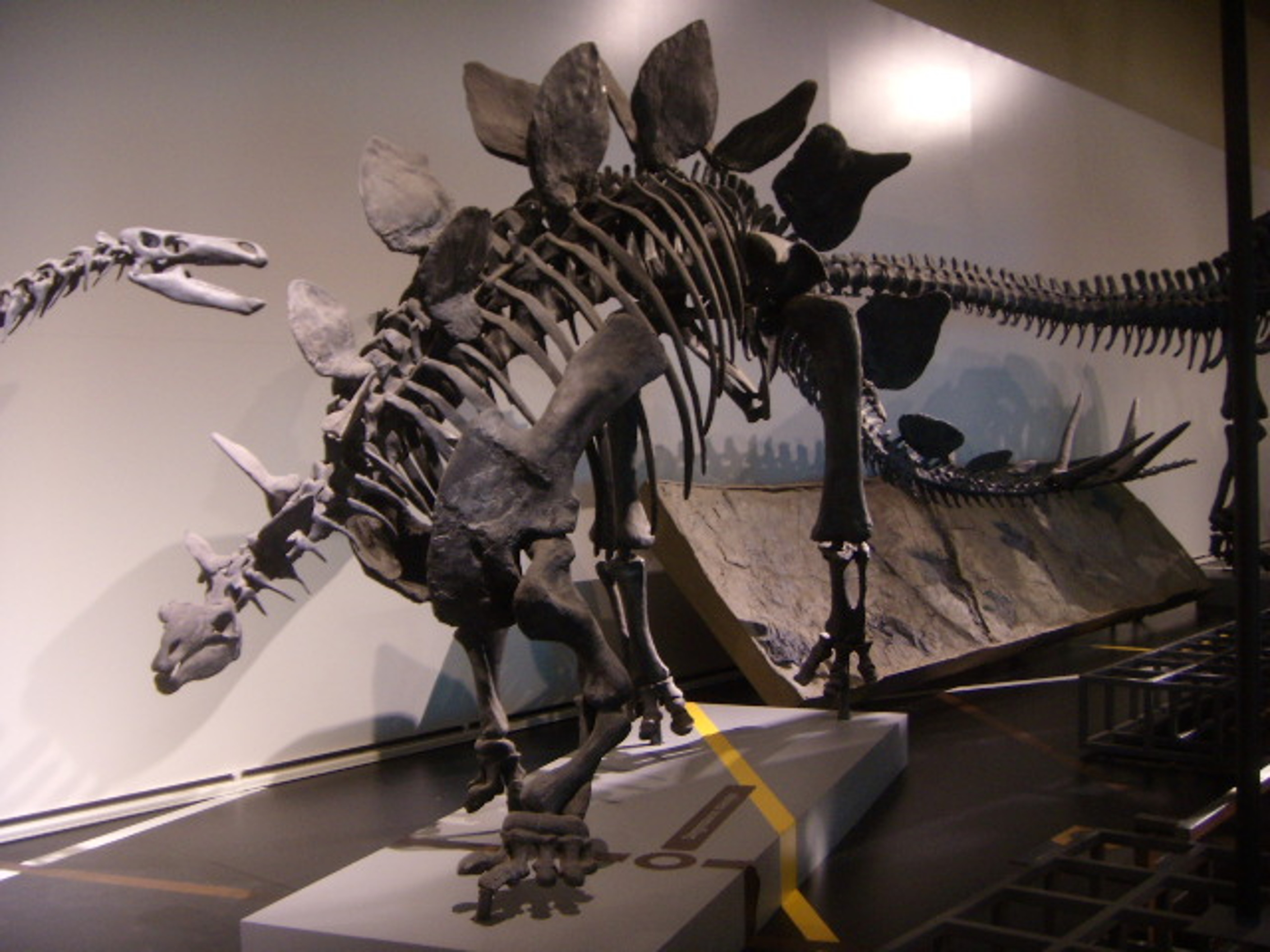
Esqueleto de um estegossauro
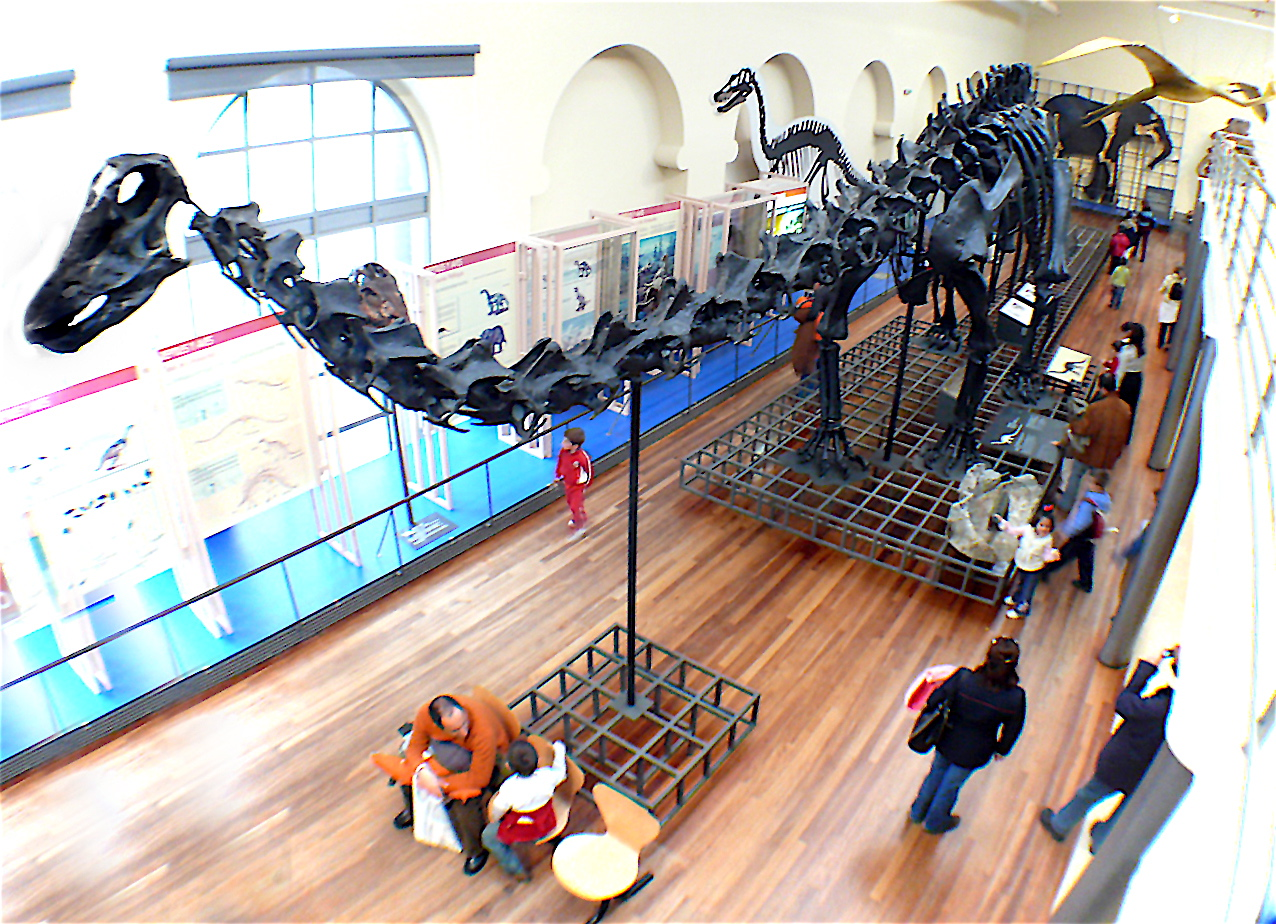
Esqueleto de um diplodoco
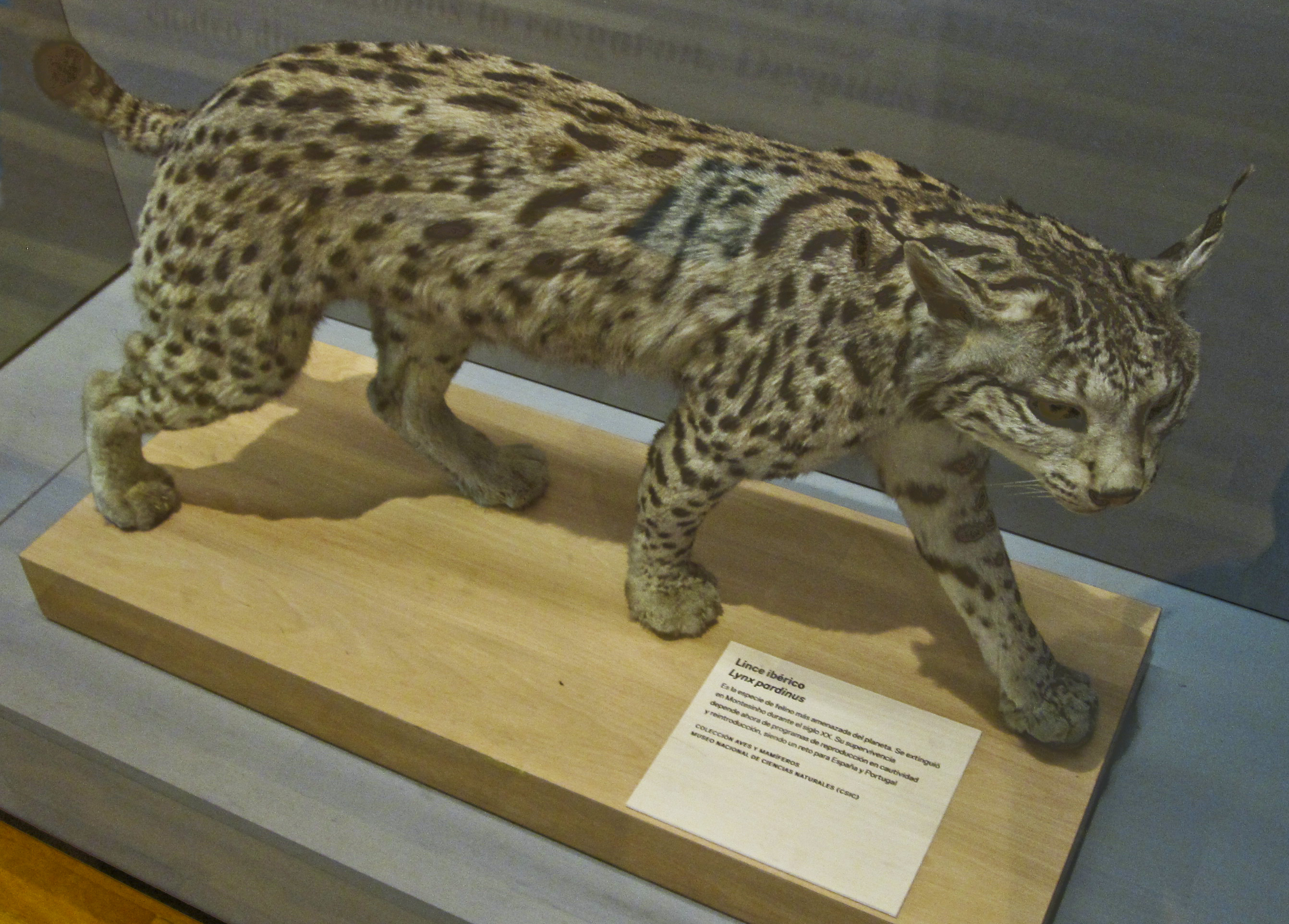
Lince-ibérico dececado
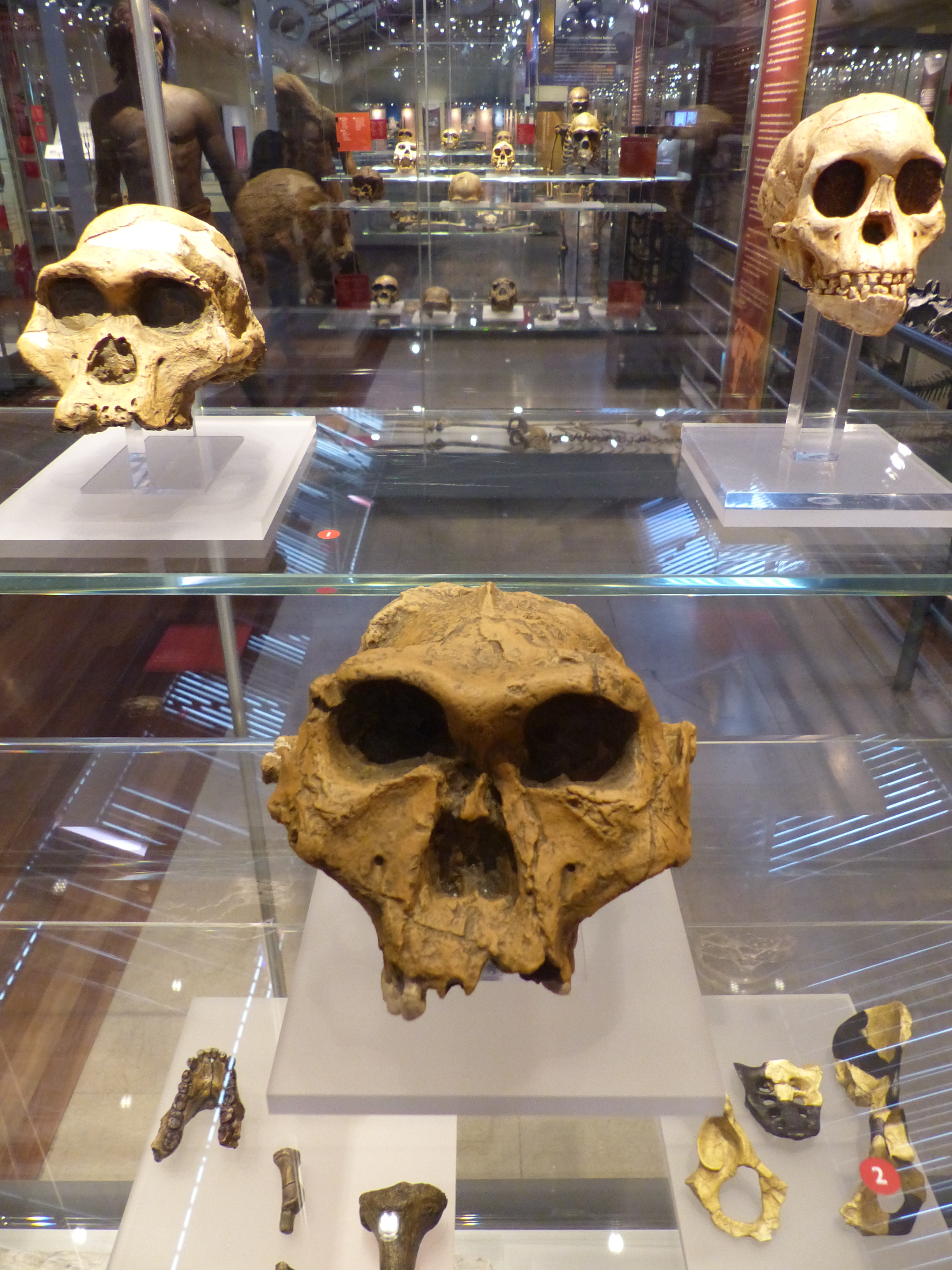
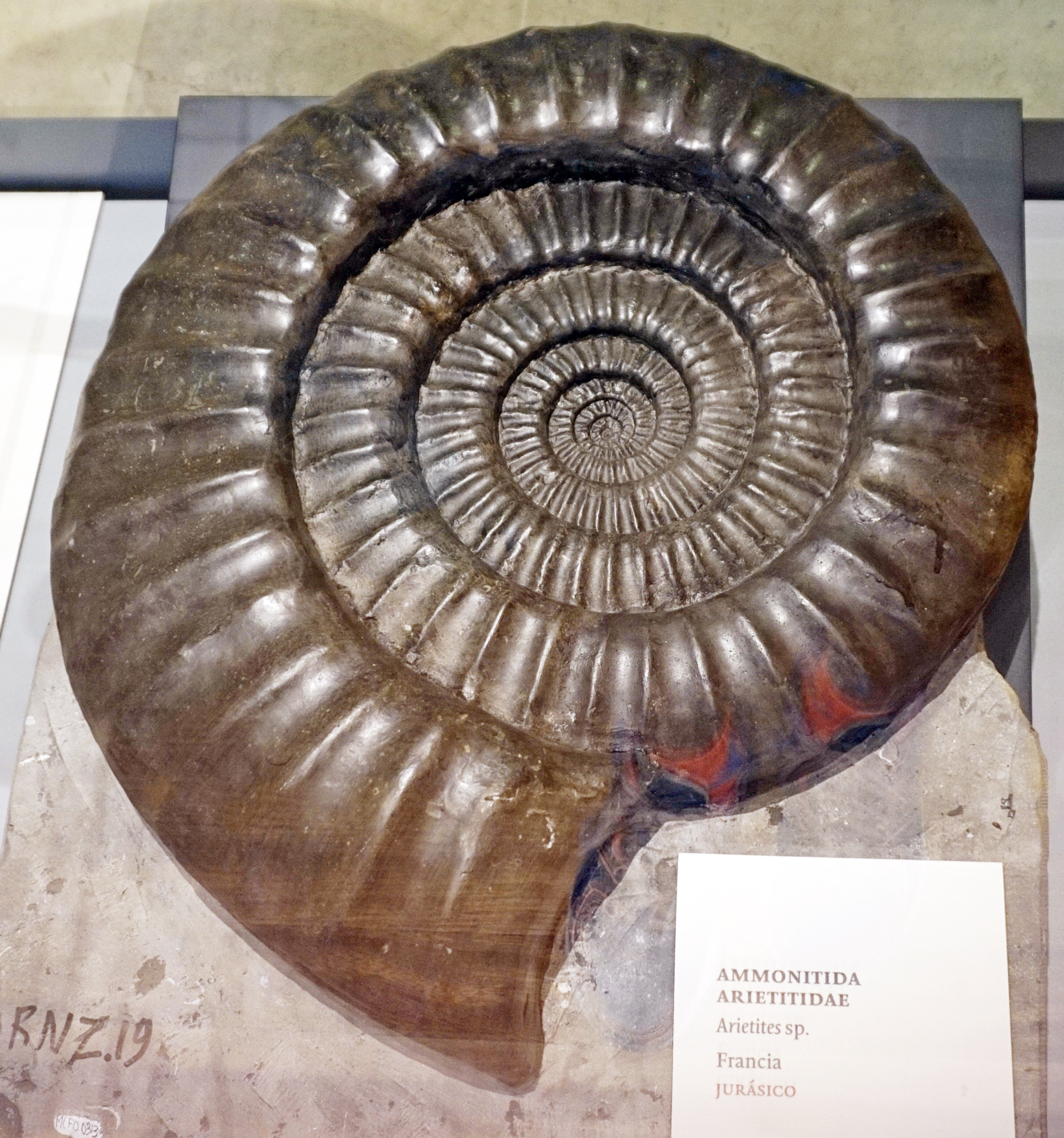
Arietites